# Heidelberg, Wes-Kaap
Heidelberg, Wes-Kaap este un oraș din Africa de Sud.